# General Lavalle (Buenos Aires)
General Lavalle is een plaats in het Argentijnse bestuurlijke gebied General Lavalle in de provincie Buenos Aires. De plaats telt 1.472 inwoners.